# Little Parade (音楽プロジェクト)
Little Parade（リトル・パレード）は、日本の音楽プロジェクトである。

## 概要
Aqua Timezのボーカルとして活動してきた太志と、デザイナー・アーティストとして活動するMakoto Tono（東野誠）による共同プロジェクト。公式キャッチコピーは「風詩（ふうた）の目から見えるもの【art】/口ずさむもの【words】/耳にするもの【music】を繋いでいく今はまだ小さなパレード』。

## メンバー
太志（ふとし） ボーカル、作詞、作曲担当。
1980年5月10日（45歳）生まれ、岐阜県岐阜市出身。当プロジェクトでは、Tonoによるイラストを自身のアーティスト写真として使用している。
Makoto Tono（まこと とうの） アート担当。
1988年生まれ、滋賀県出身。アートワークやLittle Paradeの楽曲のミュージックビデオのアニメーションデザインを手掛ける。

## 来歴

### 2019年
- 10月6日 - 太志が自身のTwitterで「little parade」を始動することを発表[3]。オフィシャルSNS開設。
- 11月15日 - ファンコミュニティ「Little Parade Project」を開設。
- 11月18日 - コミュニティサイト限定の配信ライブを開催。
- 12月27日 - 下北沢CLUB251にて、ファンコミュニティ限定イベント「Zero Parade」を開催。

### 2020年
- 5月13日 - 1st配信シングル「ユニコーンのツノ」をリリース。
- 7月29日 - 2nd配信シングル「色彩の行方」をリリース。

### 2021年
- 1月27日 - 1stミニアルバム『止まらない風ぐるま』をVictor Entertainmentよりリリース。
- 8月25日 - 3rd配信シングル「long slow distance」をリリース。
- 11月24日 - 2ndミニアルバム『藍染めの週末』をリリース。

### 2022年
- 9月2日〜10月8日 - Little Parade「Process Of Progress tour 2022 」開催
- 9月28日 - 4th配信シングル「すみれ色の夜」をリリース。
- 12月21日 - 3rdミニアルバム『感情特急』をリリース。

## ディスコグラフィ

### 配信シングル
|     | 配信開始日    | タイトル           | 規格                   |
| --- | ------------- | ------------------ | ---------------------- |
| 1st | 2020年5月13日 | ユニコーンのツノ   | デジタル・ダウンロード |
| 2nd | 2020年7月29日 | 色彩の行方         | デジタル・ダウンロード |
| 3rd | 2021年8月25日 | long slow distance | デジタル・ダウンロード |
| 4th | 2022年9月28日 | すみれ色の夜       | デジタル・ダウンロード |